# The Vogues
The Vogues waren eine US-amerikanische Gesangsgruppe und wurden 1960 in Turtle Creek in der Nähe von Pittsburgh gegründet. 

## Geschichte
Die Gruppe bestand aus Chuck Blasko, Bill Burkette, Hugh Geyer und Don Miller. Gleich ihre ersten beiden Plattenveröffentlichungen waren Top-10-Hits. Mit einigen kürzeren Unterbrechungen war die Gruppe bis 1969 aktiv, bevor die Hitzeit vorüber war. Im Jahr 2001 wurden sie in die Vocal Group Hall of Fame aufgenommen.

## Diskografie

### Alben
| Jahr | Titel                     | Höchstplatzierung, Gesamtwochen, AuszeichnungChartsChartplatzierungen (Jahr, Titel, Platzierungen, Wochen, Auszeichnungen, Anmerkungen) | Anmerkungen |
| Jahr | Titel                     | US | Anmerkungen |
| ---- | ------------------------- | --- | ----------- |
| 1966 | Five O’Clock World        | US137 (7 Wo.)US |             |
| 1968 | Turn Around, Look At Me   | US29 (30 Wo.)US |             |
| 1969 | Till                      | US30 (23 Wo.)US |             |
| 1969 | Memories                  | US115 (9 Wo.)US |             |
| 1970 | The Vogues’ Greatest Hits | US148 (9 Wo.)US |             |

Weitere Alben
- 1965: Meet The Vogues
- 1970: Sing The Good Old Songs And Other Hits

### Singles
| Jahr | Titel Album                              | Höchstplatzierung, Gesamtwochen, AuszeichnungChartsChartplatzierungen (Jahr, Titel, Album, Platzierungen, Wochen, Auszeichnungen, Anmerkungen) | Anmerkungen |
| Jahr | Titel Album                              | US | Anmerkungen |
| ---- | ---------------------------------------- | --- | ----------- |
| 1965 | You’re The One Meet The Vogues           | US4 (12 Wo.)US |             |
| 1965 | Five O’Clock World                       | US4 (14 Wo.)US |             |
| 1966 | Magic Town                               | US21 (9 Wo.)US |             |
| 1966 | The Land Of Milk And Honey               | US29 (8 Wo.)US |             |
| 1966 | Please Mr. Sun                           | US48 (8 Wo.)US |             |
| 1966 | That’s The Tune                          | US99 (1 Wo.)US |             |
| 1968 | Turn Around, Look At Me                  | US7 Gold · (15 Wo.)US |             |
| 1968 | My Special Angel Turn Around, Look At Me | US7 Gold · (10 Wo.)US |             |
| 1968 | Till                                     | US27 (8 Wo.)US |             |
| 1969 | Woman Helping Man Till                   | US47 (6 Wo.)US |             |
| 1969 | No, Not Much Till                        | US34 (5 Wo.)US |             |
| 1969 | Earth Angel (Will You Be Mine) Memories  | US42 (6 Wo.)US |             |
| 1969 | Moments To Remember Memories             | US47 (5 Wo.)US |             |
| 1969 | Green Fields                             | US92 (3 Wo.)US |             |